# Ясное (озеро, Червенский район)
Ясное (бел. Яснае) — озеро в Червенском районе Минской области Белоруссии. Относится к бассейну реки Уша.

## Общие сведения
Озеро расположено примерно в 25 км к северо-востоку от Червеня, примерно в 300 метрах севернее деревни Рованичская Слобода.
Озеро имеет практически круглую форму. Его длина составляет 0,13 км, наибольшая ширина — 0,14 км (с учётом небольшого залива, без него — немногим более 0,13 км), длина береговой линии — 0,46 км.
Местность вокруг озера равнинная, заросшая лесом и кустарником, местами болотистая. Берега озера низкие, преимущественно песчаные, местами заболоченные. На них произрастает кустарниковая растительность, кое-где имеется редколесье. Поверхностный сток отсутствует.

## Экологическое состояние
Степень зарастания озера оценивается как умеренная.